# Плагальный оборот
Плага́льный оборот (позднелат. plagalis, от греч. πλἀγιος — боковой, косвенный) — гармонический оборот из двух созвучий, в котором нижний голос совершает ход от основного тона первого созвучия к основному тону второго созвучия на кварту вниз или на квинту вверх. В мажорно-минорной тональности классического типа плагальный оборот состоит из последовательности субдоминантового трезвучия и тонического трезвучия.

## Краткая характеристика

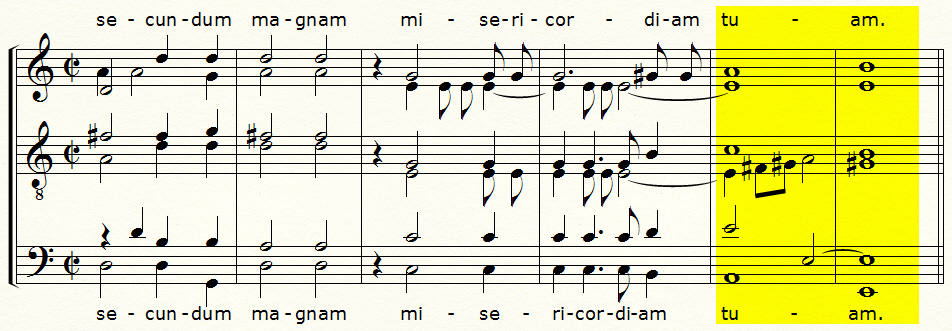
Пример 1. К. Джезуальдо. Miserere (транскрипция Г. Уоткинса; в оригинале тактовых черт нет). Плагальный оборот подсвечен жёлтым цветом

Плагальный оборот — один из наиболее типичных гармонических оборотов в звуковысотной системе, известной как мажорно-минорная тональность. В музыкальной форме (конструкции) плагальный оборот располагается как правило на месте каденции. По этой причине в музыковедческих трудах (отечественных и зарубежных) термины «плагальный оборот» и «плагальная каденция» зачастую употребляются как синонимы.

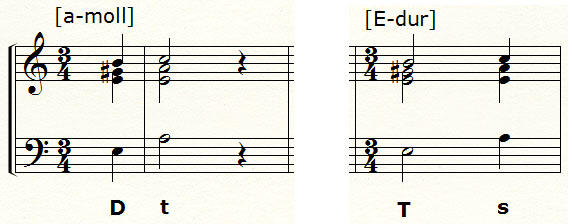
Пример 2. Гармонический оборот слева в тональности a-moll интерпретируется как автентический, гармонический оборот справа в тональности E-dur — как последовательность тоники и минорной субдоминанты

В тактовой акцентной метрике, которая лежит в основе мажорно-минорной тональности классико-романтической эпохи, аккорд субдоминантовой группы обычно располагается на слабом времени такта, а аккорд тонической группы — на сильном. Перемена метрического акцента, а также ритмического оформления длительностей в одном и том же гармоническом обороте влияет на его ладофункциональную трактовку (см. нотный пример 2 и статью Автентический оборот).

## Рецепция

Пример 3. Плагальность в песне Битлз 'She's leaving home' (редукция). Лад целого — ми-мажор с модализмами; специфику гармонии в начале пьесы составляют три плагальных оборота: E-h, h-fis, fis-cis

Неоднократное и маркированное употребление плагальных оборотов (плагальных каденций) в музыке того или иного стиля, того или иного конкретного композитора музыковеды называют «плагальностью». Например, они говорят о плагальности гармонии Глинки и гармонии С.С. Прокофьева, о плагальности русской народной песни и т.д. Плагальность также свойственна многим произведениям неакадемической музыки, например, песням «Битлз» (см. нотный пример 3).